# Смугі (Опатовський повіт)
Смугі (пол. Smugi) — село в Польщі, у гміні Войцеховиці Опатовського повіту Свентокшиського воєводства.
Населення — 70 осіб (2011).
У 1975-1998 роках село належало до Тарнобжезького воєводства.

## Демографія
Демографічна структура на день 31 березня 2011 року:
|          | Загалом | Допрацездатний вік | Працездатний вік | Постпрацездатний вік |
| -------- | ------- | ------------------ | ---------------- | -------------------- |
| Чоловіки | 37      | 9                  | 25               | 3                    |
| Жінки    | 33      | 8                  | 18               | 7                    |
| Разом    | 70      | 17                 | 43               | 10                   |